# Bernard Ebbers
Bernard Ebbers (Edmonton, 27 augustus 1941 – Brookhaven, 2 februari 2020) was een Canadees-Amerikaanse zakenman en medeoprichter van WorldCom, een van de grootste telecombedrijven in de Verenigde Staten. Onder zijn leiding groeide WorldCom snel door overnames, maar in 2002 stortte het bedrijf in door een van de grootste boekhoudfraudes in de Amerikaanse geschiedenis.
Ebbers werd veroordeeld voor effectenfraude en samenzwering en kreeg een gevangenisstraf van 25 jaar. Hij werd in 2019 vrijgelaten vanwege gezondheidsproblemen en overleed kort daarna.
- Gemeinsame Normdatei: 1204136130
- Virtual International Authority File: 648158127377115150002